# Jozef Krňávek
Jozef Krňávek (Olomouc, 1923. szeptember 28. –) cseh nemzetközi labdarúgó-játékvezető.

## Pályafutása

### Nemzetközi játékvezetés
A Csehszlovák labdarúgó-szövetség Játékvezető Bizottsága (JB) terjesztette fel nemzetközi játékvezetőnek, a Nemzetközi Labdarúgó-szövetség (FIFA) 1964-től tartotta nyilván bírói keretében. Több nemzetek közötti válogatott- és klubmérkőzést vezetett, vagy működő társának partbíróként segített. Az aktív nemzetközi játékvezetéstől 1972-ben búcsúzott.

#### Nemzetközi kupamérkőzések

##### Vásárvárosok kupája
| Időpont            | Helyszín                    | Mérkőzés típusa               | Mérkőzés                  | Eredmény |
| ------------------ | --------------------------- | ----------------------------- | ------------------------- | -------- |
| 1964. november 18. | Üllői úti Stadion, Budapest | második forduló (3. mérkőzés) | Ferencvárosi TC–Wiener SC | 2 – 0    |

##### UEFA-bajnokok ligája
| Időpont           | Helyszín                  | Mérkőzés típusa            | Mérkőzés            | Eredmény |
| ----------------- | ------------------------- | -------------------------- | ------------------- | -------- |
| 1967. október 11. | Fáy úti Stadion, Budapest | első forduló (2. mérkőzés) | Vasas SC–Dundalk FC | 8 – 1    |

## Statisztika

### Nemzetközi válogatott mérkőzései
| #  | Dátum             | Helyszín                          | Hazai         | Eredmény | Vendég      | Kiírás       | Gólok | Esemény |
| -- | ----------------- | --------------------------------- | ------------- | -------- | ----------- | ------------ | ----- | ------- |
| 1. | 1968. május 8.    | Madrid, Santiago Bernabéu stadion | Spanyolország | 1 – 2    | Anglia      | Eb-selejtező | -     |         |
| 2. | 1968. október 16. | Anderlecht, Stade Émile Versé     | Belgium       | 3 – 0    | Jugoszlávia | vb-selejtező | -     |         |
|    | Összesen          |                                   |               | 2        | mérkőzés    |              |       |         |